# بشرى سارة (مسلسل)
مسلسل مصري تأليف وفاء الطوخي إخراج عمر الشيخ 
بطولة النجمة المصرية ميرفت أمين.
وفادية عبد الغني وسامح الصريطي وعايدة رياض ورجاء الجداوي وشمس وعلا رامي وعزة بهاء وسامية أمين ونرمين كمال وحنان يوسف مع إسماعيل محمود.
تدور أحداثه حول الأستاذة بشرى العائدة من الخارج لتعمل في فرع المدرسة في مصر وتكتشف اختلاف الحياة وتغيرها تغير جذرى في الآونة الأخيرة بالإضافة إلى التغير في النفس البشرية وتدبير المصائب للتخلص منها من مديرة المدرسة وتتعرف على جارتها نجوى التي تقوم بعمل جلسات للحريم من جيران واصدقاء وتكتشف ان لكل منهم حكاية مختلفة ومشاكل متعلقة بة بالإضافة لمشاكلها الشخصية ومشاكل أولادها والمسلسل يركز من خلال موضوعة على التغيرات في الآونة الأخيرة الذي حدثت في مصر والمخاطر التي تنتج عن الاختلاط بالبشر والفساد المالى في الموسسات.
اشترك في البطولة النجوم الشابة دنيا عبد العزيز وحسام الجندي وأميرة هاني وإسلام القاضي ونسرينا وشادي خلف وأحمد الدمرداش ونرمين زعزع وهدى ولى الدين وحنان العربي بالإضافة إلى عفاف رشاد ومحمد مرزيان وناصر سيف ونوال سمير.
تأليف وفاء الطوخي إخراج عمر الشيخ

## بطولة
| - ميرفت أمين: بشرى - فادية عبد الغني: نجوى - سامح الصريطي: كامل - عايدة رياض: فادية - رجاء الجداوي: ماجدة - دنيا عبد العزيز: عبير - شمس: سعدية - علا رامي: نيفين - عزة بهاء: هناء - إسماعيل محمود: حسني - سامية أمين: غالية - مصطفى الدمرداش: رأفت - فاروق عيطه: ماهر | - حسام الجندي: عماد - أميرة هاني: شذى - شادي خلف: أحمد - نسرينا: نادين - نرمين زعزع: ناهد - تامر بجاتو: عمر - باسم شريف: حنفي - هشام إسماعيل: شهاب رجل الامن - حنان العربي: نانا - إسلام القاضي: أيمن - هدى ولي الله: نبيلة - لمياء عبد الحميد: منى - حمادة بركات: خالد | - ليلى نور: ماهي - هشام مجدي: شريف - ياسمين رحمي: ياسمين - ناصر سيف: عمرو - نرمين كمال: سها - حسن العدل: رفعت - عفاف رشاد: مروة - هاني كمال: عادل - حنان يوسف: ميري - محمد مرزبان: نصر - حسام فياض: إيهاب - ناصر شاهين: حسن | - صبري عبد المنعم: طلعت - سعيد طرابيك: فوزي - عادل أمين: سليمان - محمد عبد المعطي: مصطفى - سيد صادق: عبد المرضي - عاطف حوشان: طلال السوري - جينيا: الروسية - هدى الإدريسي: المغربية - ألفت سكر: أم كامل - عواطف حلمي: أم بشرى - هاني إبراهيم: رمزي - عزت بدران: شامل | - جميلة عزيز: أم محمد - نادية العراقية: أم فتوح - إيهاب شهاب - سلمى الديب: سالي - مدحت قاسم - فيفي السباعي - مديحة البكري - إيهاب صبحي: منير - هدى الصيفي - نوال سمير: سحر - أحمد الدمرداش: الشحات - شيرين |

الأطفال: زهرة هاني كشكوش - منة محمد - محمود ياسر
تمثيل: شريف عواد - أحمد النمرسي - سيد الطيب - سمير ربيع - عبد الحميد سند: ثابت - مجدي عبد الحليم - محمود بشير - أحمد العشري: رئيس المباحث - جو - أحمد جمال: سمير - نيرة عارف - محمود جليفون - نعمات عبد الناصر - لمياء السعداوي - علا مصطفى: رابعة - محمد البططي - رحاب حسين - شيماء المهدي: هنا - عمرو حسن - جمال فرج - محمد قشطة - حازم فؤاد - هناء بركات - محمد سراج - سامر المنياوي - إبراهيم الجندي: رامي - علي جمال الدين - زينب محمود - سيد ممدوح: كريم - ليلى الراقصة - محمد جمال - محمود السركي - اسراء محمد - محمد جان - جورج وصفي - أشرف سامي - محمد فرغلي - صباح عبد العزيز - مصطفى - رضا عبد الواحد - موسى عباس - محمد الشبراوي - محمد صلاح - سيد زينهم - حمادة نجم - سكر محمد - عيد سعيد - محمد المهندس - أشرف دقي - هاني سعد - ريم محمد -